# Stephen Lynch Live at the El Ray
Stephen Lynch Live at the El Ray är en DVD med komikern Stephen Lynch. Det är en liveinspelning från en av Stephen Lynchs konserter vid El Rey Theatre i Los Angeles under december 2003. DVD:n släpptes 2004.

## Låtlista
1. "Not Home"
2. "Baby"
3. "Special"
4. "Talk to me"
5. "Priest"
6. "Grandfather"
7. "Gay"
8. "Superhero"
9. "Drink you pretty"
10. "Craig"
11. "Taxi Driver"
12. "Love Song"
13. "For the Ladies"
14. "She gotta smile"
15. "Best Friend Song"
16. "Classic Rock Song"
17. "D&D"

Filmen innehåller också back stage-klipp, turnébilder samt övrigt dokumentärt material 